# ISO 639-2
Lo standard ISO 639-2, seconda parte dello standard internazionale ISO 639, è un elenco di codici a tre lettere identificativi dei nomi dei linguaggi. È stato pubblicato per la prima volta nel 1998 con il nome Codici per la rappresentazione dei nomi dei linguaggi—Parte 2: Alpha-3 code.
Sebbene in generale ad ogni linguaggio corrisponda un solo codice, ventidue linguaggi fanno eccezione, avendo due codici. Per questi linguaggi, un codice è per uso "bibliografico" (ISO 639-2/B), mentre l'altro è per uso "terminologico" (ISO 639-2/T). In pratica, il codice bibliografico deriva dal nome in inglese di tale linguaggio, mentre quello terminologico è derivato dal nome nella lingua di origine.
La Biblioteca del Congresso è l'autorità di registrazione per l'ISO 639-2. In questo ruolo la Biblioteca del Congresso riceve e rivede le proposte di cambiamento.

## Storia
L'attività per lo standard ISO 639-2 è iniziata nel 1989 in quanto lo standard ISO 639-1 usa solo due lettere per ogni linguaggio e non ne poteva includere in numero sufficiente. Lo standard ISO 639-2 è stato pubblicato per la prima volta nel 1998.
Nella pratica l'ISO 639-2 è stato largamente sostituito dall'ISO 639-3 (2007) che include tutti i codici dell'ISO 639-2 più molti altri, tuttavia l'ISO 639-3 non include le collezioni di linguaggi dell'ISO 639-2 che invece sono inclusi nell'ISO 639-5.

## Ambito e tipo
I codici dell'ISO 639-2 introducono un'ampia varietà di codici e di tipi descritti di seguito:
- Linguaggi individuali
- Macro-linguaggi (parte 3)
- Collezione di linguaggi (parte 1, 2, 5)
- Dialetti
- Linguaggi riservati per uso locale (parte 2, 3)
- Casi speciali (parte 2, 3)

Tipi (per linguaggi individuali):
- Lingue in uso (parte 2, 3) (tutti i macro-linguaggi sono linguaggi in uso)
- Lingue estinte (parte 2, 3)
- Lingue antiche (parte 1, 2, 3)
- Lingue storiche (parte 2, 3)
- Lingue artificiali (parte 2, 3)

Codici bibliografici e terminologici:
- Bibliografie (parte 2)
- Terminologie (parte 2)

## Elenco codici ISO 639-2
Di seguito è presentata una lista non esaustiva dei codici ISO 639-2, ordinata secondo il nome del linguaggio in italiano. Esistono i seguenti casi particolari:
- mis è usato per identificare "linguaggi non presenti nel codice"
- mul è usato per identificare "linguaggi multipli"
- L'intervallo tra qaa e qtz è riservato e non usato dallo standard
- und è usato per definire "linguaggi non identificati", ovvero lo si usa quando si è obbligati a usare il codice ISO 639-2 ma non si è a conoscenza del nome del linguaggio in questione
- zxx è usato per identificare un testo "senza significato linguistico"

## A
| Alpha-3 | Alpha-2 | Nome della lingua            | Nome nativo       |
| ------- | ------- | ---------------------------- | ----------------- |
| abk     | ab      | Abcaso                       | Аҧсуа / Aṗsua     |
| ace     |         | Aceh                         |                   |
| ach     |         | Acoli                        |                   |
| ada     |         | Adangme                      |                   |
| ady     |         | Adyghe, Adygei               | Адыгэ             |
| aar     | aa      | Afar                         |                   |
| afh     |         | Afrihili                     |                   |
| afr     | af      | Afrikaans                    | Afrikaans         |
| afa     |         | Afroasiatiche (Altre)        |                   |
| ain     |         | Ainu                         | アイヌ イタㇰ     |
| aka     | ak      | Akan                         |                   |
| akk     |         | Accadico                     | lišānum akkadītum |
| alb/sqi | sq      | Albanese                     | Gjuha shqipe      |
| ale     |         | Aleutino                     |                   |
| alg     |         | Lingue algonchine            |                   |
| tut     |         | Altaiche (Altre)             |                   |
| amh     | am      | Amarico                      | አማርኛ              |
| apa     |         | Lingue apache                |                   |
| ara     | ar      | Arabo                        | عربية, Arabiyya   |
| arg     | an      | Aragonese                    | Aragonés          |
| arc     |         | Aramaico                     | ארמית ,ܐܪܡܝܐ      |
| arp     |         | Arapaho                      | Hinóno'eitíít     |
| arn     |         | Araucaniano, Mapudungun      |                   |
| arw     |         | Arawak                       |                   |
| arm/hye | hy      | Armeno                       | Հայերեն, Hayerēn  |
| art     |         | Lingua artificiale (Altre)   |                   |
| asm     | as      | Assamese                     | অসমীয়া              |
| ast     |         | Asturiano; Bable             | Asturianu         |
| ath     |         | Lingue athabaska             |                   |
| aus     |         | Lingue australiane aborigene |                   |
| map     |         | Austronesiano (Altre)        |                   |
| ava     | av      | Avarico                      | Авар              |
| ave     | ae      | Avestico                     |                   |
| awa     |         | Awadhi                       |                   |
| aym     | ay      | Aymara                       | Aymar aru         |
| aze     | az      | Azero                        | azərbaycanca      |

## B
| Alpha-3 | Alpha-2 | Nome della lingua       |
| ------- | ------- | ----------------------- |
| ban     |         | Balinese                |
| bat     |         | Lingue baltiche (Altre) |
| bal     |         | Baluchi                 |
| bam     | bm      | Bambara                 |
| bai     |         | Lingue bamileke         |
| bad     |         | Banda                   |
| bnt     |         | Bantu (Altre)           |
| bas     |         | Basa                    |
| bak     | ba      | Bashkir                 |
| baq/eus | eu      | Basco                   |
| btk     |         | Batak (Indonesia)       |
| bej     |         | Beja                    |
| bel     | be      | Bielorusso              |
| bem     |         | Bemba                   |
| ben     | bn      | Bengali                 |
| ber     |         | Lingue berbere          |
| bho     |         | Bhojpuri                |
| bih     | bh      | Bihari                  |
| bik     |         | Bikol                   |
| bin     |         | Bini                    |
| bis     | bi      | Bislama                 |
| byn     |         | Blin; Bilin             |
| bos     | bs      | Bosniaco                |
| bra     |         | Braj                    |
| bre     | br      | Bretone                 |
| bug     |         | Buginese                |
| bul     | bg      | Bulgaro                 |
| bua     |         | Buriato                 |
| bur/mya | my      | Birmano                 |

## C
| Alpha-3 | Alpha-2 | Nome della lingua                                   |
| ------- | ------- | --------------------------------------------------- |
| cad     |         | Caddo                                               |
| car     |         | Caribe                                              |
| cat     | ca      | Catalano; Valenciano                                |
| cau     |         | Lingue caucasiche (Altre)                           |
| ceb     |         | Cebuano                                             |
| cel     |         | Lingue celtiche (Altre)                             |
| cai     |         | Indiane centro-americane (Altre)                    |
| chg     |         | Chagatai                                            |
| cmc     |         | Chamic                                              |
| cha     | ch      | Chamorro                                            |
| che     | ce      | Ceceno                                              |
| chr     |         | Cherokee                                            |
| chy     |         | Cheyenne                                            |
| chb     |         | Chibcha                                             |
| nya     | ny      | Chichewa; Chewa; Nyanja                             |
| chi/zho | zh      | Cinese                                              |
| chn     |         | Chinook jargon                                      |
| chp     |         | Chipewyan                                           |
| cho     |         | Choctaw                                             |
| chu     | cu      | Antico slavo ecclesiastico                          |
| chk     |         | Chuukese                                            |
| chv     | cv      | Ciuvascio                                           |
| nwc     |         | Classical Newari; Old Newari; Classical Nepal Bhasa |
| cop     |         | Copto                                               |
| cor     | kw      | Cornico                                             |
| cos     | co      | Corso                                               |
| cre     | cr      | Cree                                                |
| mus     |         | Creek                                               |
| crp     |         | Creoli e Pidgin (Altre)                             |
| cpe     |         | Creoli e Pidgin basati sull'inglese (Altre)         |
| cpf     |         | Creoli e Pidgin basati sul francese (Altre)         |
| cpp     |         | Creoli e Pidgin basati sul portoghese (Altre)       |
| crh     |         | Crimean Tatar; Crimean Turkish                      |
| hrv     | hr      | Croato                                              |
| cus     |         | Lingue cushitiche (Altre)                           |
| cze/ces | cs      | Ceco                                                |

## D
| Alpha-3 | Alpha-2 | Nome della lingua              | Nome nativo |
| ------- | ------- | ------------------------------ | ----------- |
| dak     |         | Dakota                         |             |
| dan     | da      | Danese                         | dansk       |
| dar     |         | Dargwa                         |             |
| day     |         | Dayak                          |             |
| del     |         | Delaware                       |             |
| din     |         | Dinka                          |             |
| div     | dv      | Divehi                         | Dhivehi     |
| doi     |         | Dogri                          | डोगरी         |
| dgr     |         | Dogrib                         | Tłįchǫ      |
| dra     |         | Dravidiche (Altre)             |             |
| dua     |         | Duala                          |             |
| dut/nld | nl      | Olandese; Fiammingo            | Nederlands  |
| dum     |         | Medio olandese (ca. 1050-1350) |             |
| dyu     |         | Dyula                          |             |
| dzo     | dz      | Dzongkha                       | རྫོང་ཁ        |

## E
| Alpha-3 | Alpha-2 | Nome della lingua              | Nome nativo                |
| ------- | ------- | ------------------------------ | -------------------------- |
| efi     |         | Efik                           |                            |
| egy     |         | Egiziano, Antico               |                            |
| eka     |         | Ekajuk, Akajo, Akajuk          |                            |
| elx     |         | Elamitica                      |                            |
| egl     |         | Emiliano                       | Emiliân                    |
| eng     | en      | Inglese                        | English                    |
| enm     |         | Inglese, Medio (ca. 1100-1500) | Middle English             |
| ang     |         | Inglese, Antico (ca. 450-1100) | Old English                |
| myv     |         | Erza                           | Эрзянь Кель [Erzjanj Kelj] |
| epo     | eo      | Esperanto                      | Esperanto                  |
| est     | et      | Estone                         | Eesti keel                 |
| ewe     | ee      | Ewe                            | Ɛʋɛgbɛ                     |
| ewo     |         | Ewondo                         |                            |

## F
| Alpha-3 | Alpha-2 | Nome della lingua               | Nome nativo      |
| ------- | ------- | ------------------------------- | ---------------- |
| fan     |         | Fang                            | Fang [fɒŋ]       |
| fat     |         | Fanti                           |                  |
| fao     | fo      | Faroese                         | Føroyskt         |
| fij     | fj      | Fijiano                         | Na Vosa Vakaviti |
| fil     |         | Filippino                       | Tagalog          |
| fin     | fi      | Finlandese                      | Suomi            |
| fiu     |         | Ugrofinniche (Altre)            |                  |
| fon     |         | Fon                             |                  |
| fre/fra | fr      | Francese                        | Français         |
| frm     |         | Francese, Medio (ca. 1400-1600) | Moyen français   |
| fro     |         | Francese, Antico (842-ca. 1400) | Ancien français  |
| fry     | fy      | Frisone occidentale             | Frysk            |
| fur     |         | Friulano                        | Furlan           |
| ful     | ff      | Fula                            | Fulfulde, Pulaar |

## G
| Alpha-3 | Alpha-2 | Nome della lingua                  |
| ------- | ------- | ---------------------------------- |
| gaa     |         | Ga                                 |
| glg     | gl      | Galiziano                          |
| lug     | lg      | Ganda                              |
| gay     |         | Gayo                               |
| gba     |         | Gbaya                              |
| gez     |         | Geez                               |
| geo/kat | ka      | Georgiano                          |
| ger/deu | de      | Tedesco                            |
| gmh     |         | Alto tedesco medio (ca. 1050-1500) |
| goh     |         | Alto tedesco antico (ca. 750-1050) |
| gem     |         | Lingue germaniche (Altre)          |
| gil     |         | Lingua gilbertese; Kiribati        |
| gon     |         | Gondi                              |
| gor     |         | Gorontalo                          |
| got     |         | Gotico                             |
| grb     |         | Grebo                              |
| grc     |         | Greco antico (fino al 1453)        |
| gre/ell | el      | Greco moderno (dal 1453)           |
| kal     | kl      | Groenlandese; Kalaallisut          |
| grn     | gn      | Guarani                            |
| guj     | gu      | Gujarati                           |
| gwi     |         | Gwich'in                           |

## H
| Alpha-3 | Alpha-2 | Nome della lingua         | Nome nativo    |
| ------- | ------- | ------------------------- | -------------- |
| hai     |         | Haida                     |                |
| hat     | ht      | Creolo haitiano; Haitiano | Kreyòl ayisyen |
| hau     | ha      | Hausa                     | هَوُسَ            |
| haw     |         | Hawaiano                  | ‘Ōlelo Hawai‘i |
| heb     | he      | Ebraico                   | עברית          |
| her     | hz      | Herero                    |                |
| hil     |         | Hiligaynon                |                |
| him     |         | Himachali                 |                |
| hin     | hi      | Hindi                     | हिन्दी            |
| hmo     | ho      | Hiri Motu                 |                |
| hit     |         | Nesiano, Ittita           | Nesili, Nasili |
| hmn     |         | Hmong                     |                |
| hsb     |         | Lusaziano superiore       | Hornjoserbsce  |
| hun     | hu      | Ungherese                 | Magyar         |
| hup     |         | Hupa                      |                |

## I
| Alpha-3 | Alpha-2 | Nome della lingua           | Nome nativo                      |
| ------- | ------- | --------------------------- | -------------------------------- |
| iba     |         | Iban                        |                                  |
| ice/isl | is      | Islandese                   | íslenska                         |
| ido     | io      | Ido                         | Ido                              |
| ibo     | ig      | Igbo                        | Igbo                             |
| ihp     |         | Iha                         | Iha                              |
| ijo     |         | Ijo                         |                                  |
| ilo     |         | Ilocano                     | Ilokano                          |
| smn     |         | Sami di Inari               | anarâškiellâ                     |
| inc     |         | Lingue indoarie (Altre)     |                                  |
| ine     |         | Lingue indoeuropee (Altre)  |                                  |
| ind     | id      | Indonesiano                 | Bahasa Indonesia                 |
| inh     |         | Ingush                      | ГІалгІай [Ghalgay]               |
| ina     | ia      | Interlingua della IALA      | Interlingua                      |
| ile     | ie      | Interlingue (Occidental)    | Occidental                       |
| iku     | iu      | Inuktitut                   | ᐃᓄᒃᑎᑐᑦ, Inuinnaqtun, Kalaallisut |
| ipk     | ik      | Inupiaq                     | Iñupiak                          |
| ira     |         | Lingue iraniche (Altre)     |                                  |
| gle     | ga      | Gaelico irlandese           | Gaeilge na hÉireann              |
| mga     |         | Irlandese, Medio (900-1200) |                                  |
| sga     |         | Irlandese, antico (to 900)  |                                  |
| iro     |         | Lingue irochesi             |                                  |
| ita     | it      | Italiano                    | Italiano                         |

## J
| Alpha-3 | Alpha-2 | Nome della lingua | Nome nativo          |
| ------- | ------- | ----------------- | -------------------- |
| jpn     | ja      | Giapponese        | 日本語               |
| jav     | jv      | Giavanese         | Basa Jawa, Basa Jawi |
| jrb     |         | Giudeo-arabico    |                      |
| jpr     |         | Giudeo-persiano,  |                      |

## K
| Alpha-3 | Alpha-2 | Nome della lingua     | Nome nativo |
| ------- | ------- | --------------------- | ----------- |
| kbd     |         | Kabardo               |             |
| kab     |         | Cabilo                | taqbaylit   |
| kac     |         | Kachin                |             |
| xal     |         | Calmucco; Oirat       |             |
| kam     |         | Kamba                 |             |
| kan     | kn      | Kannada               |             |
| kau     | kr      | Kanuri                |             |
| krc     |         | Caraciai-Balcaro      |             |
| kaa     |         | Karakalpako           |             |
| kar     |         | Karen                 |             |
| kas     | ks      | Kashmiri              |             |
| csb     |         | Casciubo              |             |
| kaw     |         | Kawi                  |             |
| kaz     | kk      | Kazako                | Қазақша     |
| kha     |         | Khasi                 |             |
| khm     | km      | Khmer                 |             |
| khi     |         | Khoisan (Altre)       |             |
| kho     |         | Khotanese             |             |
| kik     | ki      | Kikuyu; Gikuyu        |             |
| kmb     |         | Kimbundu              |             |
| kin     | rw      | Kinyarwanda           |             |
| kir     | ky      | Kirghiso              |             |
| tlh     |         | Klingon; tlhIngan-Hol |             |
| kom     | kv      | Komi                  |             |
| kon     | kg      | Kongo                 |             |
| kok     |         | Konkani               |             |
| kor     | ko      | Coreano               | 한국어      |
| kos     |         | Kosraean              |             |
| kpe     |         | Kpelle                |             |
| kro     |         | Kru                   |             |
| kua     | kj      | Kuanyama; Kwanyama    |             |
| kum     |         | Cumucco               |             |
| kur     | ku      | Curdo                 |             |
| kru     |         | Kurukh                |             |
| kut     |         | Kutenai               |             |

## L
| Alpha-3 | Alpha-2 | Nome della lingua      |
| ------- | ------- | ---------------------- |
| lad     |         | Ladino                 |
| lah     |         | Lahnda                 |
| lam     |         | Lamba                  |
| lao     | lo      | Lao                    |
| lat     | la      | Latino                 |
| lav     | lv      | Lettone                |
| lez     |         | Lesgo                  |
| lim     | li      | Limburghese            |
| lij     |         | Ligure                 |
| lin     | ln      | Lingala                |
| lit     | lt      | Lituano                |
| jbo     |         | Lojban                 |
| lmo     |         | Lombardo               |
| dsb     |         | Lusaziano inferiore    |
| loz     |         | Lozi                   |
| lub     | lu      | Luba-katanga           |
| lua     |         | Luba-lulua             |
| lui     |         | Luiseno                |
| smj     |         | Lingua sami di Lule    |
| lun     |         | Lunda                  |
| luo     |         | Luo (Kenya e Tanzania) |
| lus     |         | Lushai                 |
| ltz     | lb      | Lussemburghese         |

## M
| Alpha-3 | Alpha-2 | Nome della lingua                              |
| ------- | ------- | ---------------------------------------------- |
| mac/mkd | mk      | Macedone                                       |
| mad     |         | Madurese                                       |
| mag     |         | Magahi                                         |
| mai     |         | Maithili                                       |
| mak     |         | Makasar                                        |
| mlg     | mg      | Malgascio                                      |
| may/msa | ms      | Malay                                          |
| mal     | ml      | Malayalam                                      |
| mis     |         | Ainu                                           |
| mlt     | mt      | Maltese                                        |
| mnc     |         | Mancese                                        |
| mdr     |         | Mandar                                         |
| man     |         | Mandingo                                       |
| mni     |         | Manipuri                                       |
| glv     | gv      | Mannese                                        |
| mno     |         | Lingue manobo                                  |
| mao/mri | mi      | Māori                                          |
| mar     | mr      | Marathi                                        |
| chm     |         | Mari                                           |
| mah     | mh      | Marshallese                                    |
| mwr     |         | Marwari                                        |
| mas     |         | Masai                                          |
| myn     |         | Maya                                           |
| men     |         | Mende                                          |
| mic     |         | Mi'kmaq; Micmac                                |
| min     |         | Minangkabau                                    |
| mwl     |         | Mirandese                                      |
| mis     |         | Lingue varie                                   |
| moh     |         | Mohawk                                         |
| mdf     |         | Mokša                                          |
| mol     | mo      | Moldavo                                        |
| mkh     |         | Mon-khmer (Altre)                              |
| lol     |         | Mongo                                          |
| mon     | mn      | Mongolo                                        |
| mos     |         | Mossi                                          |
| mul     |         | Lingue multiple (vengono usate diverse lingue) |
| mun     |         | Lingue munda                                   |

## N
| Alpha-3 | Alpha-2 | Nome della lingua             |
| ------- | ------- | ----------------------------- |
| nah     |         | Nahuatl                       |
| nau     | na      | Nauru                         |
| nav     | nv      | Navajo; Navaho                |
| nde     | nd      | Ndebele settentrionale        |
| nbl     | nr      | Ndebele meridionale           |
| ndo     | ng      | Ndonga                        |
| nap     |         | Napoletano                    |
| nep     | ne      | Nepalese                      |
| new     |         | Newari; Nepal Bhasa           |
| nia     |         | Nias                          |
| nic     |         | Niger-kordofaniane (Altre)    |
| ssa     |         | Lingue nilo-sahariane (Altre) |
| nds     |         | Basso-tedesco                 |
| niu     |         | Niueano                       |
| nog     |         | Nogai                         |
| non     |         | norreno                       |
| nai     |         | Indiano nordamericano (Altre) |
| nor     | no      | Norvegese                     |
| nob     | nb      | Norvegese Bokmål              |
| nno     | nn      | Norvegese Nynorsk             |
| nub     |         | Lingue nubiane                |
| nym     |         | Nyamwezi                      |
| nyn     |         | Nyankole                      |
| nyo     |         | Nyoro                         |
| nzi     |         | Nzima                         |

## O
| Alpha-3 | Alpha-2 | Nome della lingua                   |
| ------- | ------- | ----------------------------------- |
| oci     | oc      | Occitano (dopo il 1500); Provenzale |
| oji     | oj      | Ojibwa                              |
| ori     | or      | Oriya                               |
| orm     | om      | Oromo                               |
| osa     |         | Osage                               |
| oss     | os      | Osseto                              |
| oto     |         | Lingue otomiane                     |

## P
| Alpha-3 | Alpha-2 | Nome della lingua                   |
| ------- | ------- | ----------------------------------- |
| pal     |         | Pahlavi                             |
| pau     |         | Palauana                            |
| pli     | pi      | Pali                                |
| pam     |         | Pampanga; Kapampangan               |
| pag     |         | Pangasinan                          |
| pap     |         | Papiamento                          |
| paa     |         | Papuasiche                          |
| per/fas | fa      | Persiano                            |
| peo     |         | Persiano, antico (ca. 600-400 a.C.) |
| phi     |         | Filippine (Altre)                   |
| phn     |         | Fenicio                             |
| pon     |         | Ponape                              |
| pol     | pl      | Polacco                             |
| por     | pt      | Portoghese                          |
| pra     |         | Lingue pracrite                     |
| pro     |         | Antico provenzale (fino al 1500)    |
| pan     | pa      | Punjabi                             |
| pus     | ps      | Pashto                              |

## Q
| Alpha-3 | Alpha-2 | Nome della lingua | Nome nativo       |
| ------- | ------- | ----------------- | ----------------- |
| que     | qu      | Quechua           | Kichwa, Runa simi |

## R
| Alpha-3 | Alpha-2 | Nome della lingua        | Nome nativo          |
| ------- | ------- | ------------------------ | -------------------- |
| roh     | rm      | romancio, Reto-romanzo   | Rumantsch grischun   |
| raj     |         | Rajasthani               |                      |
| rap     |         | Rapanui                  |                      |
| rar     |         | Rarotongano              |                      |
| qaa-qtz |         | Riservato per uso locale |                      |
| roa     |         | Lingue romanze (Altre)   |                      |
| rgn     |         | Romagnolo                | Rumagnòl, Romagnùl   |
| rum/ron | ro      | Romeno                   | română               |
| rom     |         | Romani                   | Romanes, Romany, Rom |
| run     | rn      | Rundi                    |                      |
| rus     | ru      | Russo                    | Русский              |

## S
| Alpha-3 | Alpha-2 | Nome della lingua                     |
| ------- | ------- | ------------------------------------- |
| sal     |         | Lingue salish                         |
| sam     |         | Aramaico samaritano                   |
| sma     |         | Sami meridionale                      |
| sme     |         | Sami settentrionale                   |
| smi     |         | Lingue sami (Altre)                   |
| smj     |         | Sami di Lule                          |
| smn     |         | Sami di Inari                         |
| sms     |         | Sami skolt                            |
| smo     | sm      | Samoano                               |
| sad     |         | Sandawe                               |
| sag     | sg      | Sango                                 |
| san     | sa      | Sanscrito                             |
| sat     |         | Santali                               |
| srd     | sc      | Sardo                                 |
| sas     |         | Sasak                                 |
| sco     |         | Scozzese                              |
| gla     | gd      | Gaelico scozzese                      |
| sel     |         | Selcupo                               |
| sem     |         | Lingue semitiche (Altre)              |
| scc/srp | sr      | Serbo                                 |
| srr     |         | Serer                                 |
| shn     |         | Shan                                  |
| sna     | sn      | Shona                                 |
| iii     | ii      | Sichuan Yi                            |
| scn     |         | Siciliano                             |
| sid     |         | Sidamo                                |
| sgn     |         | Lingua dei segni                      |
| bla     |         | Siksika                               |
| snd     | sd      | Sindhi                                |
| sin     | si      | Singalese; Sinhala                    |
| sit     |         | Sinotibetane (Altre)                  |
| sio     |         | Lingue sioux                          |
| sms     |         | Lingua sami skolt                     |
| den     |         | Slave (Athabascan)                    |
| sla     |         | Lingue slave (Altre)                  |
| slo/slk | sk      | Slovacco                              |
| slv     | sl      | Sloveno                               |
| sog     |         | Sogdiano                              |
| som     | so      | Somalo                                |
| son     |         | Songhai                               |
| snk     |         | Soninke                               |
| wen     |         | Lingue lusaziane                      |
| nso     |         | Lingua sesotho del nord; Pedi; Sepedi |
| sot     | st      | Sesotho                               |
| sai     |         | Lingue indiane sudamericane (Altre)   |
| alt     |         | Altai meridionale                     |
| sma     |         | Sami meridionale                      |
| spa     | es      | Spagnolo; Castigliano                 |
| suk     |         | Sukuma                                |
| sux     |         | Sumero                                |
| sun     | su      | Sondanese                             |
| sus     |         | Susu                                  |
| swa     | sw      | Swahili                               |
| ssw     | ss      | Swati                                 |
| swe     | sv      | Svedese                               |
| syr     |         | Siriaco                               |

## T
| Alpha-3 | Alpha-2 | Nome della lingua           | Nome nativo |
| ------- | ------- | --------------------------- | ----------- |
| tgl     | tl      | Tagalog                     |             |
| tah     | ty      | Tahitiano                   |             |
| tai     |         | Thailandese (Altre)         |             |
| tgk     | tg      | Tagico                      |             |
| tmh     |         | Tamashek                    |             |
| tam     | ta      | Tamil                       |             |
| tat     | tt      | Tataro                      |             |
| tel     | te      | Telugu                      |             |
| ter     |         | Tereno                      |             |
| tet     |         | Tetum                       |             |
| tha     | th      | Thai                        |             |
| tib/bod | bo      | Tibetano                    |             |
| tig     |         | Tigre                       |             |
| tir     | ti      | Tigrino                     |             |
| tem     |         | Temne                       |             |
| tiv     |         | Tiv                         |             |
| tli     |         | Tlingit                     |             |
| tlh     |         | Klingon (costruita)         |             |
| tpi     |         | Tok Pisin                   |             |
| tkl     |         | Tokelau                     |             |
| tog     |         | Tongano (Nyasa)             |             |
| ton     | to      | Tonga (Tongano Islands)     |             |
| tsi     |         | Tsimshian                   |             |
| tso     | ts      | Tsonga                      |             |
| tsn     | tn      | Tswana                      |             |
| tum     |         | Tumbuka                     |             |
| tup     |         | Lingue tupi                 |             |
| tur     | tr      | Turco                       |             |
| ota     |         | Turco, ottomano (1500-1928) |             |
| tuk     | tk      | Turcmeno                    |             |
| tvl     |         | Tuvaluano                   |             |
| tyv     |         | Tuvan                       |             |
| twi     | tw      | Twi                         |             |

## U
| Alpha-3 | Alpha-2 | Nome della lingua                                                   |
| ------- | ------- | ------------------------------------------------------------------- |
| udm     |         | Udmurt                                                              |
| uga     |         | Ugaritico                                                           |
| uig     | ug      | Uighuro; Uyghur                                                     |
| ukr     | uk      | Ucraino                                                             |
| umb     |         | Umbundu                                                             |
| und     |         | Indeterminata (lingua o lingue che non possono essere identificate) |
| hsb     |         | Lusaziano settentrionale                                            |
| urd     | ur      | Urdu                                                                |
| uzb     | uz      | Usbeco; usbeko, uzbeco, usbecco                                     |

## V
| Alpha-3 | Alpha-2 | Nome della lingua | Nome nativo          |
| ------- | ------- | ----------------- | -------------------- |
| vai     |         | Vai               |                      |
| ven     | ve      | Venda             | Tshivenda            |
| vie     | vi      | Vietnamita        | tiếng Việt, Việt ngữ |
| vol     | vo      | Volapük           | Volapük              |
| vot     |         | Votico            | vad̕d̕a tšeeli         |

## W
| Alpha-3 | Alpha-2 | Nome della lingua        | Nome nativo |
| ------- | ------- | ------------------------ | ----------- |
| wak     |         | Lingue wakash            |             |
| wal     |         | Wolaytta                 |             |
| wln     | wa      | Vallone                  | Walon       |
| war     |         | Waray-Waray              |             |
| was     |         | Washo                    |             |
| wel/cym | cy      | Gallese                  | Cymraeg     |
| wol     | wo      | Wolof                    | Wolof       |
| wuu     |         | Cinese wu (Shanghainese) | 吴语        |

## X
| Alpha-3 | Alpha-2 | Nome della lingua | Nome nativo |
| ------- | ------- | ----------------- | ----------- |
| xho     | xh      | Xhosa             | isiXhosa    |

## Y
| Alpha-3 | Alpha-2 | Nome della lingua | Nome nativo |
| ------- | ------- | ----------------- | ----------- |
| sah     |         | Yakuto, Sakha     |             |
| yao     |         | Yao               |             |
| yap     |         | Yapese            |             |
| yid     | yi      | Yiddish           | ייִדיש       |
| yor     | yo      | Yoruba            | Yorùbá      |
| ypk     |         | Lingue yupik      |             |

## Z
| Alpha-3 | Alpha-2 | Nome della lingua | Nome nativo    |
| ------- | ------- | ----------------- | -------------- |
| znd     |         | Zande             |                |
| zap     |         | Zapotec           |                |
| zea     |         | Zelandese         | Zeêuws         |
| zen     |         | Lingua zenaga     |                |
| zha     | za      | Zhuang, Chuang    | Cuengh [Cueŋь] |
| zul     | zu      | Zulu              | isiZulu        |
| zun     |         | Zuni              | Shiwi          |